# كونستانتين تيتوف
كونستانتين تيتوف هو لاعب كرة قدم روسي في مركز الدفاع، ولد في 13 سبتمبر 1987 في ييليتس في روسيا. لعب مع FC Vybor-Kurbatovo Voronezh ‏.